# 関西電力黒部専用鉄道

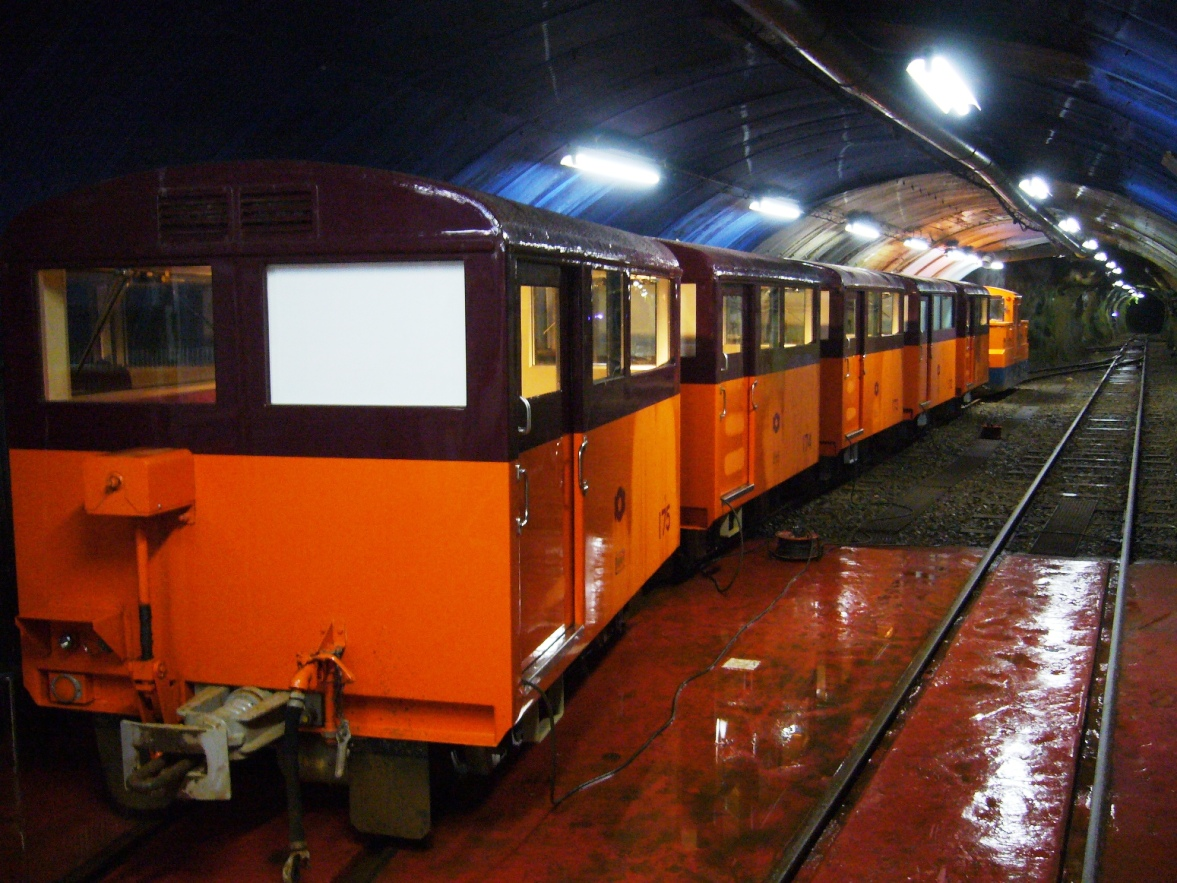
欅平上部駅に停車中の列車

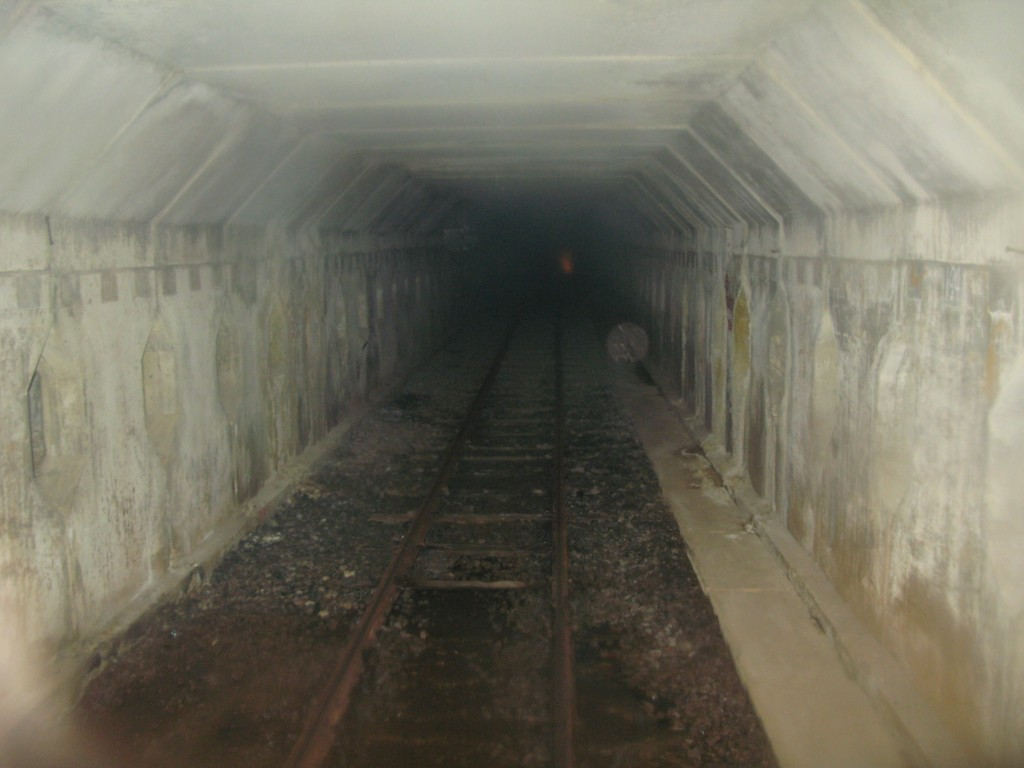
「高熱隧道」区間（阿曽原駅 - 仙人谷駅）

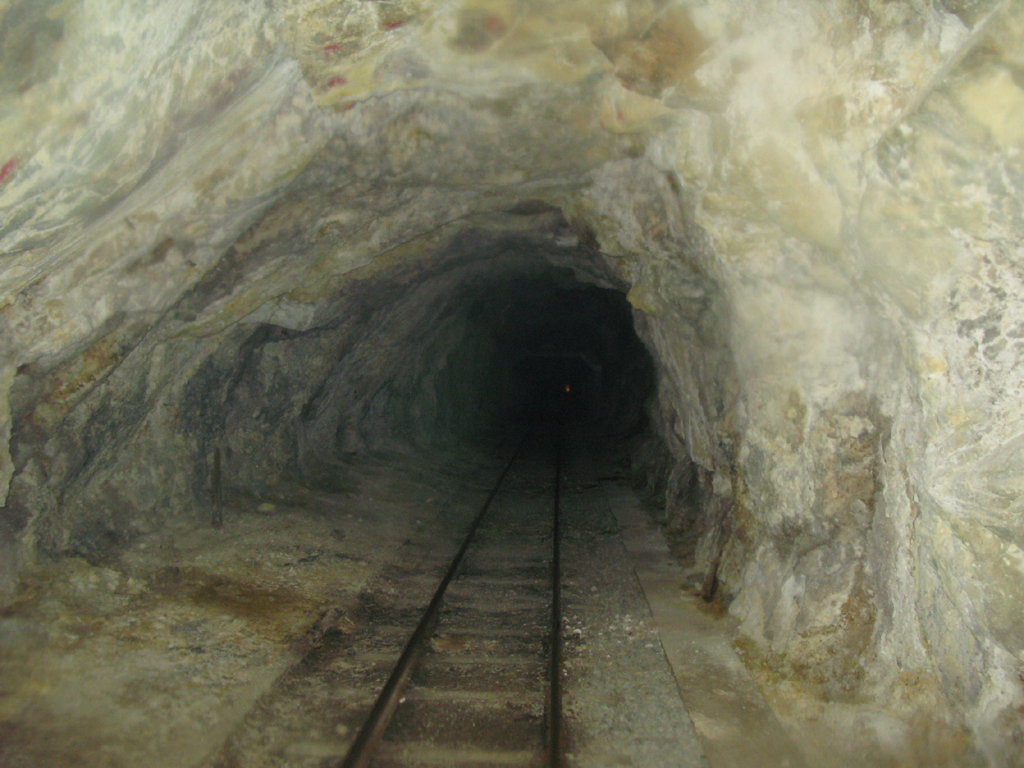
「高熱隧道」付近の素掘り箇所。壁面に硫黄が付着している。

関西電力黒部専用鉄道（かんさいでんりょくくろべせんようてつどう）は、富山県黒部川水系にある関西電力（関電）の水力発電施設を管理するため、黒部峡谷鉄道本線から分岐する関西電力の専用鉄道（詳細後述）。このうち、黒部峡谷鉄道欅平駅から黒部川第四発電所前まで6.5 kmにわたって伸びる路線は「上部軌道」と呼ばれ、黒部ルートの一部になっている。上部軌道に対し、黒部峡谷鉄道本線を「下部軌道」と呼ぶことがある。
他には、黒部峡谷鉄道黒薙駅で分岐し、二見取水堰堤へ向かう「黒薙支線」がある。
本項では上部軌道を中心に記述する。後述するように、ほぼ全区間が地下を掘り抜いたトンネルを走っており、地上駅は仙人谷駅のみである。また、本路線は区間によって根拠法令が異なっており、欅平駅から欅平下部駅までの下部軌道が鉄道事業法に基づく専用鉄道、欅平下部駅と欅平上部駅を結ぶ竪坑エレベーター及び黒部川第四発電所前駅で接続するインクラインが労働安全衛生法に基づいて運営されており、欅平上部駅と黒部川第四発電所前駅を結ぶ上部軌道に関しては鉄道事業法上の鉄道施設に該当しないことから、鉄道関連法規の適用を受けていない。

## 歴史
黒部川第三発電所関連施設（仙人谷ダム）建設に伴い、工事用資材を運搬するために建設された。1941年（昭和16年）9月に欅平駅から仙人谷駅まで開通。1963年（昭和38年）8月、黒部川第四発電所（黒四）関連施設建設のために、仙人谷駅から黒部川第四発電所前駅まで延伸された。
仙人台までの建設工事では、仙人谷駅 - 阿曽原駅の第一工区、阿曽原駅 - 志合谷駅の第二工区、志合谷駅 - 欅平駅の第三工区に分けられ、第二・第三工区では比較的順調に工事が進捗したが、第一工区では本坑工事を開始した1937年（昭和12年）頃から、掘り進めるにつれて、岩盤温度が上昇し始めた。当初は65 ℃程度であったが翌年の7月に100 ℃を超え、最終的には166 ℃に達した。坑内の気温が上昇する中、作業員の体に黒部川の冷水をホースでかけたり、坑内を冷却する散水装置を設置したりするなどして作業を続けたが、熱中症で次々と作業員が倒れた。
1938年（昭和13年）8月23日には、切端でダイナマイトの装填作業が行われていた最中に、地熱でダイナマイトが自然発火する暴発事故が2箇所同時に発生し、装填作業を行っていた作業員のうち8名が死亡、6名が重傷を負った。事故が発生した当時の岩盤温度は120 ℃に達していて、事態を重く見た富山県警察部から工事中止命令が出されるも、電源開発が国策であることと、日本電力が社運を賭けていたために工事は続行された。岩盤からの熱伝導を防ぐためにダイナマイトにはエボナイトやボール紙、割り竹などを被せて対策が施されたが、暴発事故はその後も相次ぎ、多くの人命が失われた。
黒部峡谷は日本でも有数の雪崩発生地帯であり、越冬作業は不可能と言われてきたが、当時の情勢は冬季の作業休止を許さず、阿曽原谷や志合谷などに作業員が宿泊する飯場が設置された。これらの宿泊施設には当時最新の雪崩防止対策が施されていた。しかし、1938年12月27日午前3時30分頃、志合谷で大規模な泡雪崩が発生し、直撃を受けた飯場（1・2階鉄筋コンクリート、3・4階木造）の木造部分が峡谷の対岸まで600メートル余り吹き飛ばされ、84名の死者（うち、47名は遺体を収容できなかった）を出した。なお、吹き飛ばされた部分が発見されたのは事故から2か月以上経ってからであった。隧道が貫通した後の1940年（昭和15年）1月9日にも阿曽原谷で泡雪崩が宿舎を直撃し、直後に発生した火災などによって死者26名、重軽傷者37名を出した。また水平歩道では資材運搬を行う歩荷の転落事故が日常的に発生している状態であった。
雪崩の犠牲者も含めた全工区の犠牲者は300人余りで、同時期に完成した丹那トンネル工事の犠牲者を大きく上回った。犠牲者は黒部市宇奈月町内山に葬られている。
超高温区間は「高熱隧道」と呼ばれ、現在では冷却用の導水管などの敷設により温度は下がっているが、それでも平均40 ℃と相当の高熱であり、さらに十数年に1回程度は異常高温で導水管が機能不全となって運行中止になる場合もある。「高熱隧道」の近辺の隧道には硫黄が付着し、特に高温の区間では壁面がコンクリートで補強されている。また、高温多湿な環境に加え噴出する硫黄分により「高熱隧道」区間のレールは激しく腐食するため定期的にレールを洗浄しているが、敷設から2年以内に交換が必要となる。この区間を建設するための過酷な工事を紹介した作品として、吉村昭の小説『高熱隧道』がある。

## 運行

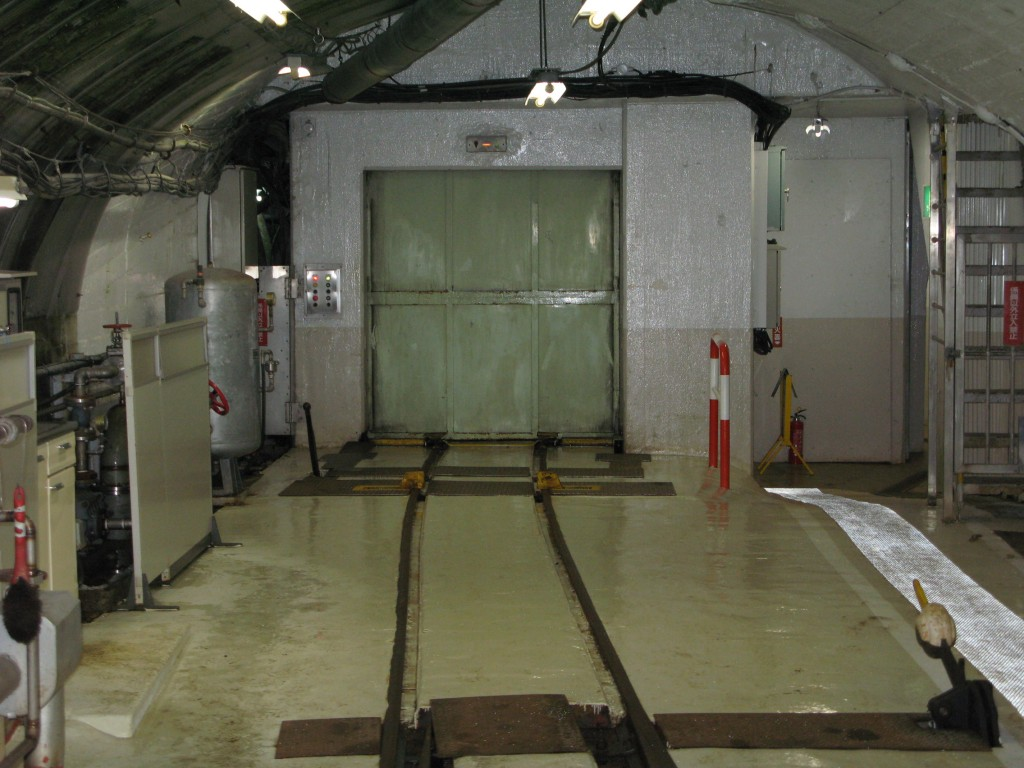
欅平上部駅の竪坑エレベーター

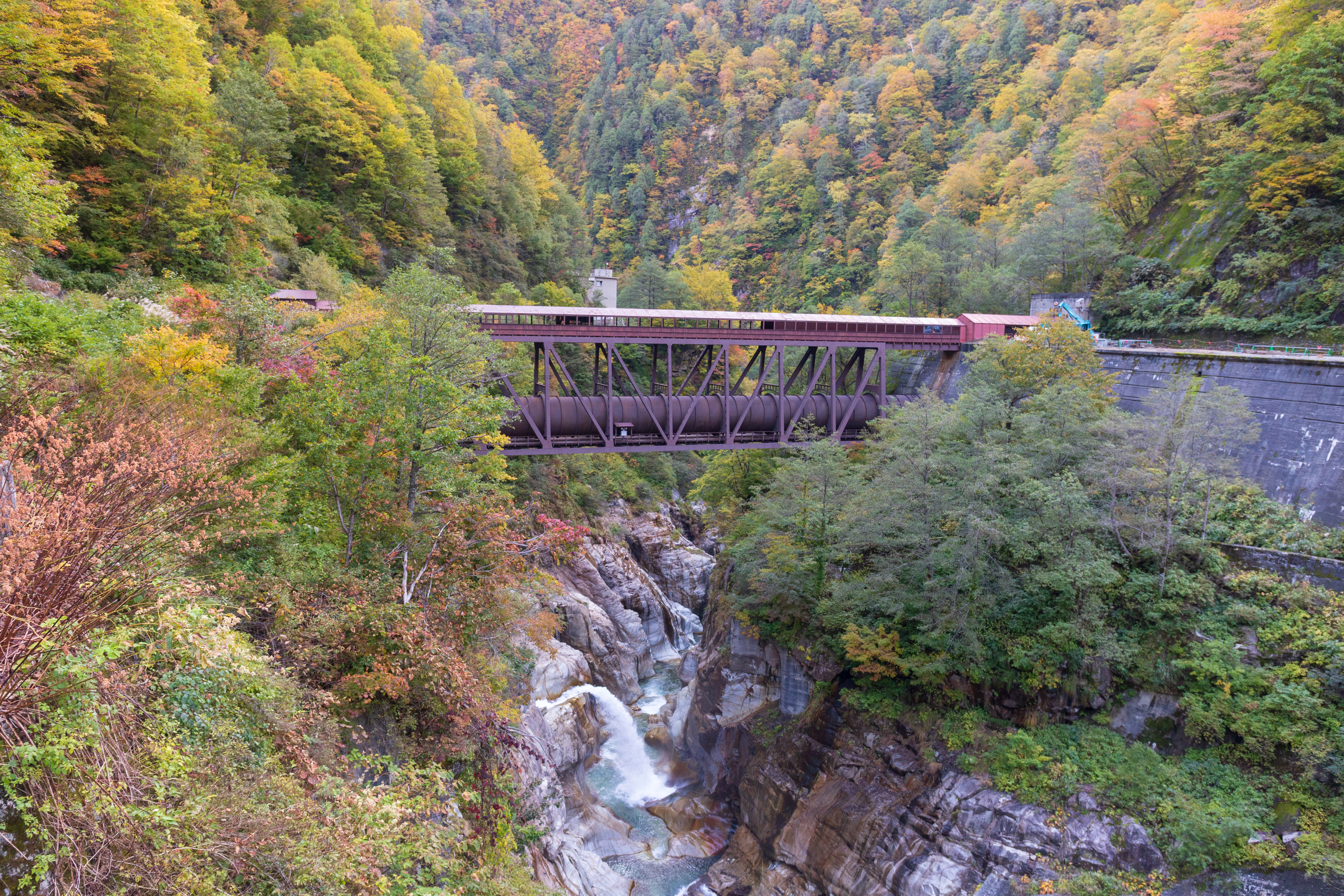
仙人谷駅

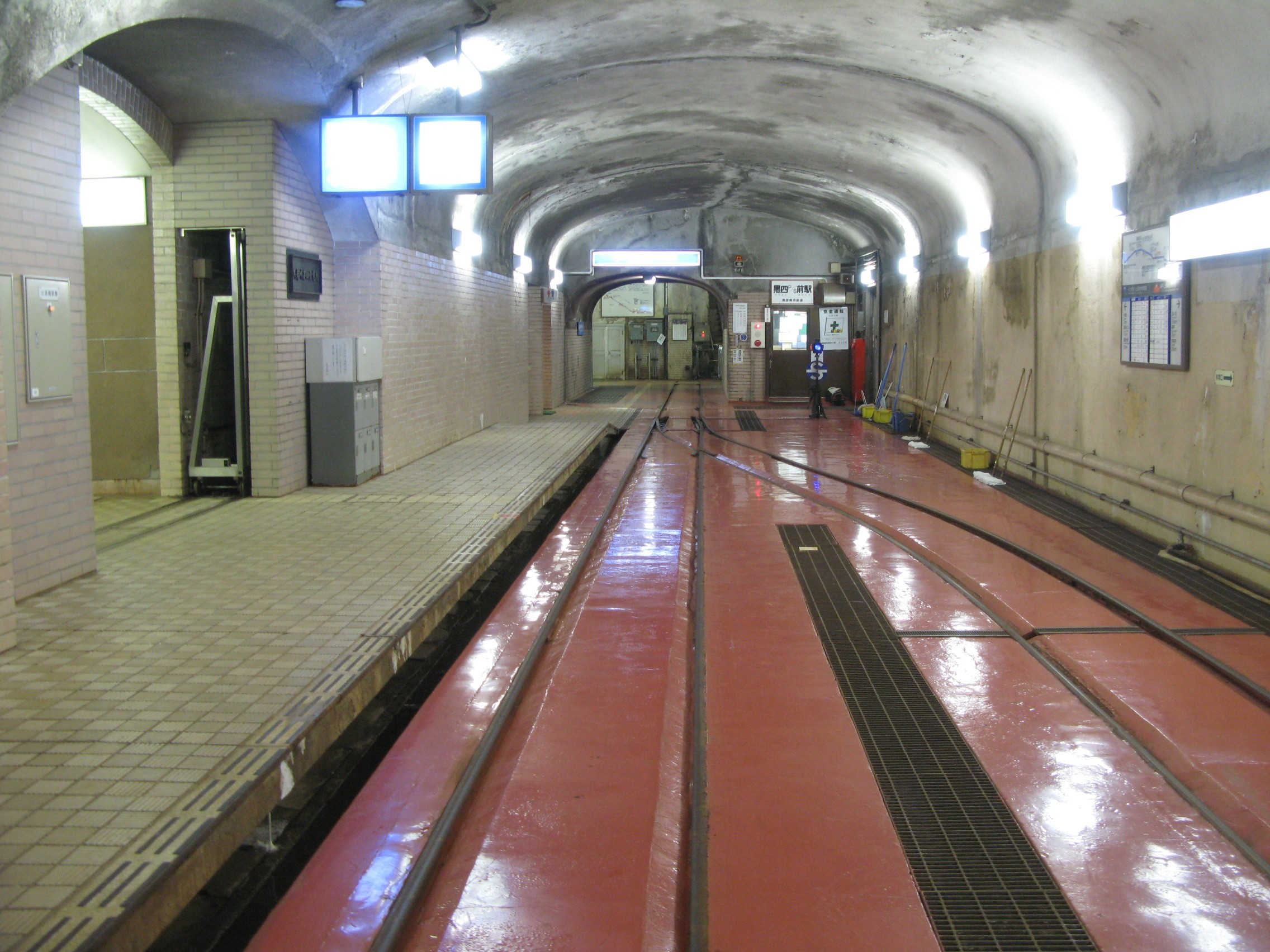
黒部川第四発電所前駅

蓄電池式の機関車牽引により、小型の客車や無蓋車を運行する。蓄電池式になっているのは、ディーゼル機関車だと途中の高熱隧道にて燃料に引火する危険性があるためである。また、硫黄が送電線を腐食させてしまうので電化も行われておらず、人が乗車するトロッコも万が一のことを考えて耐熱（遮熱）仕様となっている。
冬季運休となる黒部峡谷鉄道と異なり、ほぼ全線トンネルのため通年運行が可能で、1日数本の定期便がある。仙人谷で地上に出て黒部川を鉄橋で渡る。この鉄橋は、周辺に仙人谷ダムや関電の宿舎があり、後述する見学会でも見学者が乗降する場所となっていることから、遮蔽構造（鉄製シールド構造）があり一般的な鉄道駅に準じた構造となっており、冬季でも停車・通過できる。
運転管理者は、関西電力子会社の黒部峡谷鉄道である。黒部峡谷鉄道本線とは欅平駅でつながっているが、高低差が大きいため、欅平駅構内にトロッコの車両ごと乗せることができる高低差約200 mの竪坑エレベーターがある。このエレベーターは1939年に竣工したもので、最大積載量4,500 kgの巻き上げ能力を有しており、2011年に梅田阪急ビル（大阪市）の80人乗り大型エレベーター（最大積載量5,250 kg, 三菱電機製）にその座を譲るまで日本一であった。なおその後2016年に住友不動産六本木グランドタワーの90人乗り大型エレベーター4基（最大積載量5,900 kg, 東芝エレベータ製）が登場したことで日本国内3位となったものの、なおも日本で有数の巻き上げ能力を有している。巻き上げ機は米国オーチス社製で、1985年に新型に交換された。旧巻き上げ機は日本オーチス社にて展示されている。
上部軌道とは正確には竪坑エレベーターの上の通称「欅平上部駅（竪坑上部駅）」と「黒部川第四発電所前駅」の間を指す。竪坑エレベーター下の通称「欅平下部駅（竪坑下部駅・欅平駅の構内扱い）」と欅平駅の間は黒部峡谷鉄道の車両がそのまま乗り入れている。「欅平下部駅」は欅平駅を出てすぐにトンネルに入った車両が500 mほど進んでスイッチバックしたすぐの位置にある。
以下の「駅一覧」で示すように、区間内にこのほか蜆谷、志合谷、折尾谷、阿曽原、仙人谷の各駅（停車場）がある。

## 駅一覧
- 駅の所在地は全て富山県黒部市

| 駅名                 | 駅間キロ | 累計キロ | 見学会 | 接続路線・備考                                                                       |
| -------------------- | -------- | -------- | ------ | ------------------------------------------------------------------------------------ |
| 欅平駅               | -        | 0.0      | ●      | 黒部峡谷鉄道本線                                                                     |
| 欅平下部駅           |          | 0.4      | ●      | 欅平上部駅へは竪坑エレベーター利用                                                   |
| 欅平上部駅           |          | 0.6      | ●      | 欅平下部駅へは竪坑エレベーター利用                                                   |
| 蜆谷駅               |          |          | ｜     |                                                                                      |
| 志合谷駅             |          |          | ｜     |                                                                                      |
| 折尾谷駅             |          |          | ｜     |                                                                                      |
| 阿曽原駅             |          |          | ｜     |                                                                                      |
| 仙人谷駅             |          | 6.1      | ●      |                                                                                      |
| 東谷駅               |          |          | ｜     | かつて資材輸送用のトラムウェイ（索道）の接続駅だったが、インクライン完成に伴い廃止。 |
| 黒部川第四発電所前駅 |          | 7.0      | ●      | インクライン（インクライン下部駅）                                                   |

## 車両
上部軌道専用で使用されている車両数は公表されていない。
- 蓄電池式機関車（BB形）- トロッコを牽引する。少なくとも3両 (BB71 - 73) が存在している模様。
- 客車（ハ形）-  1998年・2004年にアルナ車両で製造されている。前述の高熱隧道を通るため耐熱構造になっていて窓は開けることができず、代わりにそれぞれの窓に手動のワイパーが取り付けられている。座席はロングシートで、定員は10名。
- 有蓋車（ワ形）- 黒部峡谷鉄道から直通してくる。ワ形も高熱隧道区間対策として耐熱構造で製造されている。
- 無蓋車（ト形）- ワ形同様、黒部峡谷鉄道から直通してくる。

## 利用
関電の事業用路線であるため、原則として関電関係者以外は乗車できないが、当路線を含む黒部ルートが「黒部宇奈月キャニオンルート」の名称で一般に開放される予定になっている。当初は2024年6月30日より開放の予定だったが、同年1月1日に発生した能登半島地震により黒部峡谷鉄道本線の鐘釣橋が損傷を受け、同路線の2024年度の全線開通が不可能となった影響で、一般開放は2025年以降に延期となっている。黒部峡谷鉄道は復旧工事を進めるも、追加工事を要することが判明し、2024年12月13日、黒部峡谷鉄道は2025年中の開通を断念。さらにキャニオンルートの開始が遅れることとなった。
旅行商品として販売される形式のため、事前予約・購入が必須で、当日飛び込みで乗車はできない。旅行商品の代金は、1泊2日の基本コースで約13万円と想定されている。
かつては、関電が主催し富山県が協賛する「黒部ルート見学会」に応募し、当選すれば乗車することが可能であった。これが一般乗客が当路線に乗車できる唯一の手段であったが、2018年になり、2024年度を目途に黒部ルートを有料で一般乗客向けに開放する方向で、富山県と関電との間で協議が行なわれていることが報じられた。報道によると、県と関電は2017年より協議を始め、関電側は「最低3 - 5年の安全対策工事が必要」と県に示していた。
2022年9月27日、富山県は2024年度から一般開放するルートの名称を「黒部宇奈月キャニオンルート」に決定した。旅行商品化・一般開放の決定に伴い、「黒部ルート見学会」は2023年度で終了した。
一般開放に当たっては、
- 運賃を収受しないこと（旅行商品としてのガイド料や保険料の収受は別）
- 輸送能力や運転速度を現状のままとすること
- 「黒部ルート見学会」で行われている安全対策を全ての利用者に遵守させること

などを条件に、鉄道事業法に基づく鉄道としての許可が不要な乗り物として運営してよいとの見解が国土交通省より出されたため、鉄道事業法の適用は受けない。

## その他
2002年12月31日に放送された第53回NHK紅白歌合戦では、黒部川第四発電所前駅構内のトンネル内からの中継で中島みゆきが「地上の星」を歌った。この曲をテーマソングとするNHKのドキュメンタリー番組『プロジェクトX〜挑戦者たち〜』で、「黒四」建設の苦闘をとりあげた縁による。